# Higher (Peter Jöback-låt)
Higher är en sång skriven av Jörgen Elofsson och Mathias Venge, och inspelad av Peter Jöback år 2000. 
Singeln nådde som högst andra plats på den svenska singellistan.

## Coverversioner
- I den tolfte säsongen av Så mycket bättre framförde Thomas Stenström en svenskspråkig tolkning av låten.[2]

## Listplaceringar

### Originalversion
| Lista (2000) | Topplacering |
| ------------ | ------------ |
| Sverige      | 2            |

### Thomas Stenströms version
| Lista (2021) | Topplacering |
| ------------ | ------------ |
| Sverige      | 22           |